# Bœuf Ōmi
Le Ōmi ushi (近江牛, bœuf Ōmi) est de la viande de bœuf japonais (wagyū), spécialité de la préfecture de Shiga, issue de la lignée de Tajima. Tout comme les autres viandes japonaises, elle est caractérisée par sa marbrure et son persillé important. Réputée au Japon, son prix peut atteindre les 8 500 yens pour 180 grammes, soit 250 dollars américains la livre.
Une rumeur veut que malgré l'interdiction frappant la consommation de viande de bœuf, le bœuf Ōmi était consommé par les shoguns pour ses vertus médicinales.